# Star Control 2
Star Control II: The Ur-Quan Masters è un videogioco di esplorazione spaziale per MS-DOS e 3DO, del 1992, seguito di Star Control. È un misto di avventura e di azione, ambientato in una porzione della galassia costituita da centinaia di sistemi stellari, navigabile liberamente e abitato da numerose specie intelligenti. Il giocatore controlla manualmente il movimento delle astronavi, infatti le battaglie e la raccolta delle risorse sono degli sparatutto, ma gran parte del gioco è costituita dal dialogo con i comandanti di altre astronavi o basi. Tutti i dialoghi, nella versione per 3DO su CD, sono completamente dotati di sonoro e di musiche caratteristiche per ogni specie aliena. Il gioco però è stato pubblicato soltanto in inglese.
Nel 2002 il codice sorgente del gioco è stato pubblicato come open source dagli autori, permettendo a un gruppo di appassionati di produrne una versione per i moderni sistemi Windows, Linux, macOS e BSD, chiamata soltanto The Ur-Quan Masters poiché il marchio Star Control è ora di proprietà dell'Atari. Si tratta di un rifacimento fedele dell'originale, con alcune migliorie, tra cui la modalità multigiocatore in rete.
Star Control 2 è stato classificato 17º miglior gioco di tutti i tempi da IGN, e citato tra i migliori giochi di tutti i tempi da GameSpot.
Il seguito, Star Control 3, non è stato altrettanto notevole.

## Trama
Già nel primo Star Control è in atto una grande guerra fra due gruppi di specie aliene, l'Alleanza delle stelle libere (comprendente gli umani) e gli Ur-Quan con la loro Gerarchia di specie asservite. Durante la guerra, su un pianeta molto lontano dalla Terra, un gruppo di scienziati terrestri scopre un'antica città sotterranea abbandonata, appartenuta a una specie molto avanzata ma misteriosamente scomparsa da millenni, i Precursori. Nel frattempo gli Ur-Quan stanno vincendo la guerra e interrompono le linee dell'Alleanza, gli scienziati restano tagliati fuori e sono costretti a stabilirsi su questo pianeta, completamente isolati. In seguito scoprono che la città dei Precursori era in pratica una fabbrica di astronavi e imparano a sfruttarne le tecnologie, ma hanno risorse a sufficienza per costruire solo un'astronave incompleta, la Vindicator, affidata al capitano Zelnick (i nomi possono essere cambiati dal giocatore). Il 17 febbraio 2155, dopo ben 20 anni di isolamento, gli esploratori riescono a tornare nel sistema solare; il gioco inizia qui, nei panni di Zelnick.
Si scopre che l'intera Terra è stata avvolta da una barriera trasparente rossa, impenetrabile alle astronavi e alle comunicazioni. Attorno alla Terra però orbita una grande base stellare, il cui capitano, Hayes, fornisce spiegazioni sull'accaduto: la guerra è stata persa, e ad ogni specie sconfitta gli Ur-Quan hanno lasciato due possibilità, entrare nella Gerarchia di schiavi combattenti o essere imprigionati per sempre su un unico pianeta, e l'umanità ha scelto la seconda. La base stellare è una stazione di riparazione al servizio dei padroni (masters) Ur-Quan, che però non si sono più visti per anni; Hayes si convince ad aiutare la Vindicator con ogni tipo di rifornimenti, nel tentativo di ricostituire l'Alleanza per combattere nuovamente gli Ur-Quan e liberare la Terra. La Vindicator viaggerà quindi per anni tra le stelle, tornando periodicamente alla base, interagendo con le specie della vecchia guerra e con altre nuove, spesso scoprendo la loro storia. In particolare si scoprirà perché gli Ur-Quan sono tanto aggressivi; e si scoprirà che stanno combattendo una guerra civile con una loro sottospecie, i Kohr-Ah, che non si accontentano di schiavizzare le altre specie aliene ma vogliono sterminarle.

## Modalità di gioco
Il giocatore pilota manualmente la Vindicator, che si può muovere su due dimensioni. I viaggi tra le stelle avvengono infatti nell'iperspazio, che è bidimensionale; le stelle e le costellazioni hanno nomi reali, sebbene non corrispondano allo spazio reale. Un viaggio nell'iperspazio richiede in genere alcuni giorni nel tempo di gioco. Nell'iperspazio si possono incontrare flotte aliene, ma appaiono come punti neri e la loro natura è sconosciuta finché non si entra in contatto.
Quando si raggiunge una stella, si torna allo spazio "normale" e si può esplorare il sistema stellare composto da pianeti rocciosi, giganti gassosi (di solito privi di interesse) e satelliti. Anche qui si possono incontrare flotte aliene. È possibile esaminare ed eventualmente scendere sulla superficie dei pianeti solidi e dei satelliti, lanciando un piccolo veicolo terrestre.
Quando si entra in contatto con una flotta o un pianeta abitato, si ha la possibilità di conversare oppure di combattere con gli alieni. Le conversazioni sono in genere importanti, per prendere accordi, ottenere informazioni o anche solo per divertimento; ci sono infatti molte situazioni comiche e lunghi racconti sulla storia degli alieni. Ma anche gli alieni possono decidere di interrompere il dialogo e passare al combattimento.

### Pianeti
Quando si entra nell'orbita di un pianeta, vengono mostrati i suoi dati fondamentali: massa, dimensione, periodo di rotazione, ecc. Per il giocatore sono interessanti in particolare la gravità, che determina il consumo di carburante per lanciare un veicolo sulla superficie (e ritornare), e i seguenti pericoli che possono danneggiare i veicoli (più il loro valore è alto, più sono frequenti):
- Temperatura media, se molto alta genera delle fiammate, mentre il freddo, anche oltre i -200 °C, è innocuo
- Attività sismica, appare sotto forma di onde circolari
- Attività meteo, appare come dei fulmini che non possono essere schivati

Si possono quindi fare tre tipi di scansione della superficie, per rilevare la presenza di:
- Minerali, che appaiono come puntini di colore variabile a seconda della categoria (metalli, gas nobili, elementi radioattivi...). Ogni categoria ha un diverso valore in risorse
- Forme di vita non intelligenti, che appaiono tutte come puntini verdi, ma può trattarsi di tanti tipi di creature. Una volta scesi in superficie si vede il loro aspetto, alcune sono aggressive, altre innocue, altre soltanto vegetali
- Energia, emanata da edifici e oggetti speciali

Il giocatore può quindi decidere di lanciare un veicolo e pilotarlo su tutta la superficie del pianeta (ovviamente in scala ridotta). I minerali si raccolgono semplicemente passandoci sopra, fino al riempimento della stiva; le forme di vita possono essere "stordite" sparandogli dei raggi, e quindi raccolte per il loro valore scientifico. In qualunque momento, premendo un tasto il veicolo decolla, ritorna all'astronave e scarica il raccolto. Se venisse distrutto prima dai vari pericoli, se ne possono sempre costruire altri.

### Gestione flotta
Il gioco ha anche una componente di strategia: si può scegliere come spendere le risorse raccolte. Presso la base stellare che orbita attorno alla Terra è possibile scaricare i minerali e convertirli in generiche "risorse", e quindi utilizzarle per la produzione. Le risorse si ottengono anche dalla distruzione delle flotte avversarie. La base può produrre carburante, equipaggio, moduli aggiuntivi per la Vindicator, veicoli di terra e astronavi più piccole. Tutta la produzione è istantanea e anche reversibile, qualunque cosa può essere riconvertita in risorse senza perderci nulla, quindi l'assetto è estremamente flessibile. 
I moduli aggiuntivi comprendono armi, motori, alloggi per l'equipaggio, serbatoi per il carburante, ecc. 
La Vindicator può trasportare fino a 12 astronavi da combattimento; inizialmente si possiede un Incrociatore Terrestre, che è anche l'unico tipo di astronave fabbricabile, ma in seguito gli alleati alieni potranno fornire le loro astronavi e/o la capacità di costruirle.
I dati ottenuti raccogliendo le forme di vita sono invece la moneta di scambio principale utilizzata per commerciare con i Melnorme, una specie aliena che non vive nell'area di gioco ma ha delle astronavi sparse. In cambio di dati, i Melnorme vendono informazioni, tecnologie per costruire nuovi tipi di moduli, tecnologie per potenziare i veicoli di terra, e carburante.

### Battaglie
Sostanzialmente il funzionamento delle battaglie è identico a quello del precedente Star Control. Ogni combattimento è uno sparatutto uno contro uno nello spazio, con visuale dall'alto e vari livelli di zoom. Due astronavi scelte dai rispettivi giocatori si sfidano finché una delle due non viene distrutta oppure fugge; a quel punto viene rimpiazzata da un'altra, fino ad esaurimento. Il giocatore può ogni volta scegliere se utilizzare la Vindicator o una delle astronavi di scorta; una Vindicator ben attrezzata è in genere la più forte, ma la sua distruzione significa la fine del gioco. 
Ogni specie ha un suo modello di astronave, che sono quelle del primo Star Control più quelle di molte altre specie nuove. I modelli hanno caratteristiche molto diverse tra loro, e ciascuno ha almeno un'arma e un'abilità speciale uniche.
I punti ferita di un'astronave sono dati dal numero di membri dell'equipaggio, mentre per l'uso di armi e poteri di solito si consuma una barra di energia che si ricarica col tempo. La fuga, ovvero il salto nell'iperspazio, è possibile in ogni momento, ma richiede alcuni secondi durante i quali si è vulnerabili; la fuga della Vindicator ha anche un alto costo in carburante, ma termina del tutto la battaglia.
La modalità Super Melee permette di giocare direttamente una singola battaglia. Questa modalità è l'unica disponibile anche per due giocatori, originariamente solo in locale, ma nella versione The Ur-Quan Masters è stata aggiunta la possibilità di giocare in rete via TCP/IP. La Vindicator non è disponibile nel Super Melee, ma ogni flotta può essere composta a piacere con tutti i modelli di astronave di tutte le specie (in totale 25), anche quelli del primo Star Control che non appaiono mai nella storia di Star Control 2.